# Antônio Simões de Almeida
Antônio Simões de Almeida foi um político brasileiro do estado de Minas Gerais. Foi deputado estadual em Minas Gerais pelo PR de 1947 a 1951